# Arroio Grande

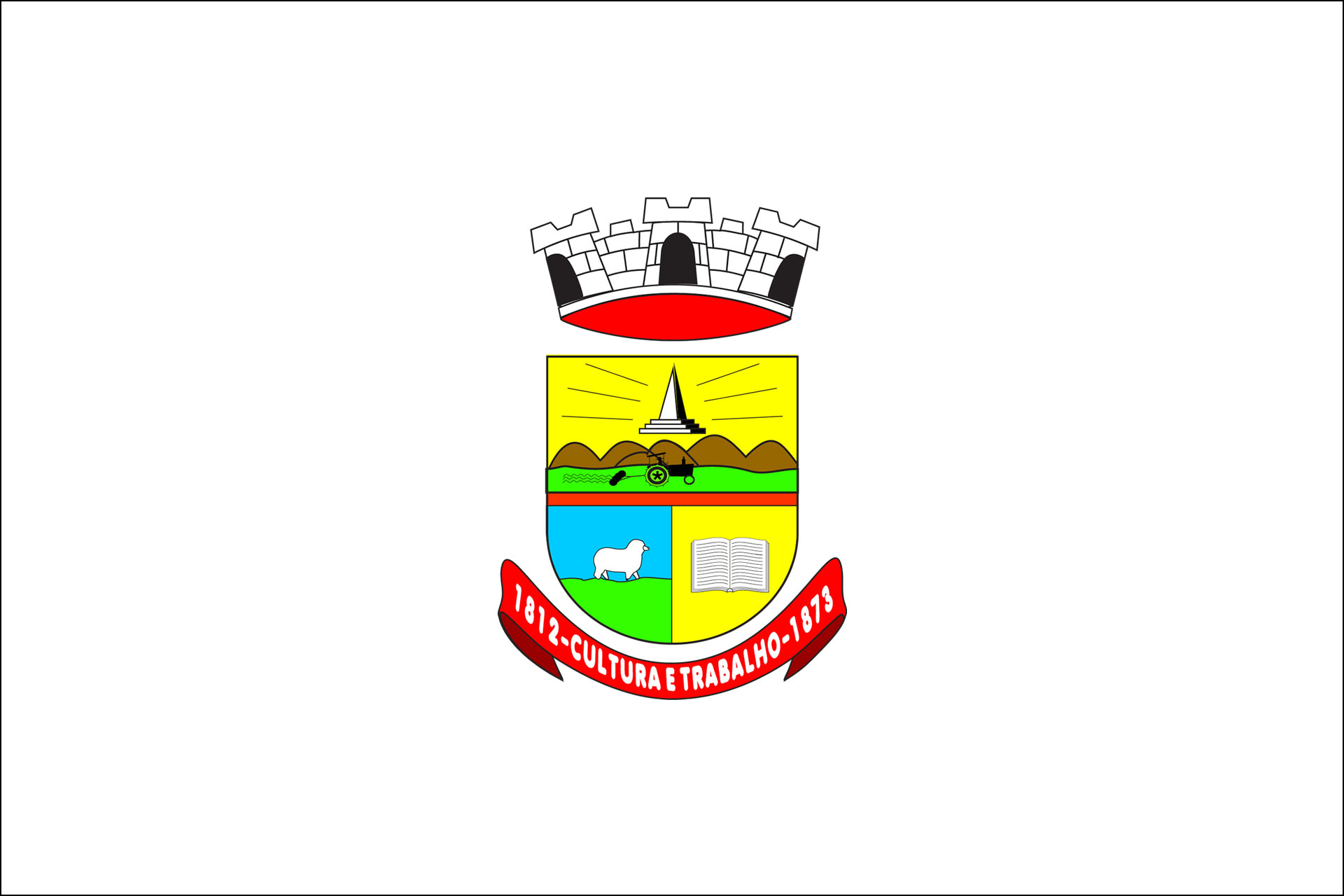
Bandera del municipio de Arroio Grande.

Arroio Grande es un municipio brasileño del estado de Río Grande del Sur.
Se encuentra ubicado a una latitud de 32º14'15" Sur y una longitud de 53º05'13" Oeste, estando a una altitud de 22 metros sobre el nivel del mar. Su población estimada para el año 2004 era de 19.666 habitantes. 
Ocupa una superficie de 2544,8 km².
- Datos: Q950879
- Multimedia: Arroio Grande / Q950879